# 八尾市歌
「八尾市歌」（やおしか）は、日本の大阪府八尾市が制定した市歌である。作詞・池原楢雄、作曲・安城正孝。

## 解説
1951年（昭和26年）に八尾市役所の新市庁舎落成を記念して制定された。『八尾市史』近代本文編には歌詞と単旋律の楽譜しか掲載されておらず、作成経緯に関しては記述が無く不詳。作詞者の池原楢雄は元大阪市立北田辺小学校校長で歌人としても活動し、著書に歌集『新雪』『投影』『双塔賦』などがある。
1980年代前半には市役所の庁内放送で始業時に演奏する程度であったが、2010年代には文化の日の式典や成人式など市が主催する行事でも斉唱の機会が設けられるようになった。